# Gale (cràter marcià)
Gale és un cràter a Mart, prop de la part nord-oest del quadrangle Aeolis a 5° 24′ S, 137° 48′ E / 5.4°S,137.8°E. Té 154 quilòmetres de diàmetre i es creu que s'ha format entre 3,5 i 3,8 milions d'anys. El nom del cràter és un homenatge a Walter Frederick Gale, un astrònom aficionat de Sydney, Nova Gal·les del Sud, Austràlia, qui va observar Mart en el segle xix i erròniament ha descrit la presència de canals. Aeolis Mons és una muntanya en el centre del cràter Gale, amb 5,5 km d'alçada. Aeolis Palus és la planícia entre la paret septentrional del cràter Gale i les faldilles del nord d'Aeolis Mons. S'espera que un astromòbil de la NASA, el Curiosity, explori l'Aeolis Mons, després del seu aterratge a l'Aeolis Palus del cràter Gale, el 6 d'agost de 2012.

## Característiques

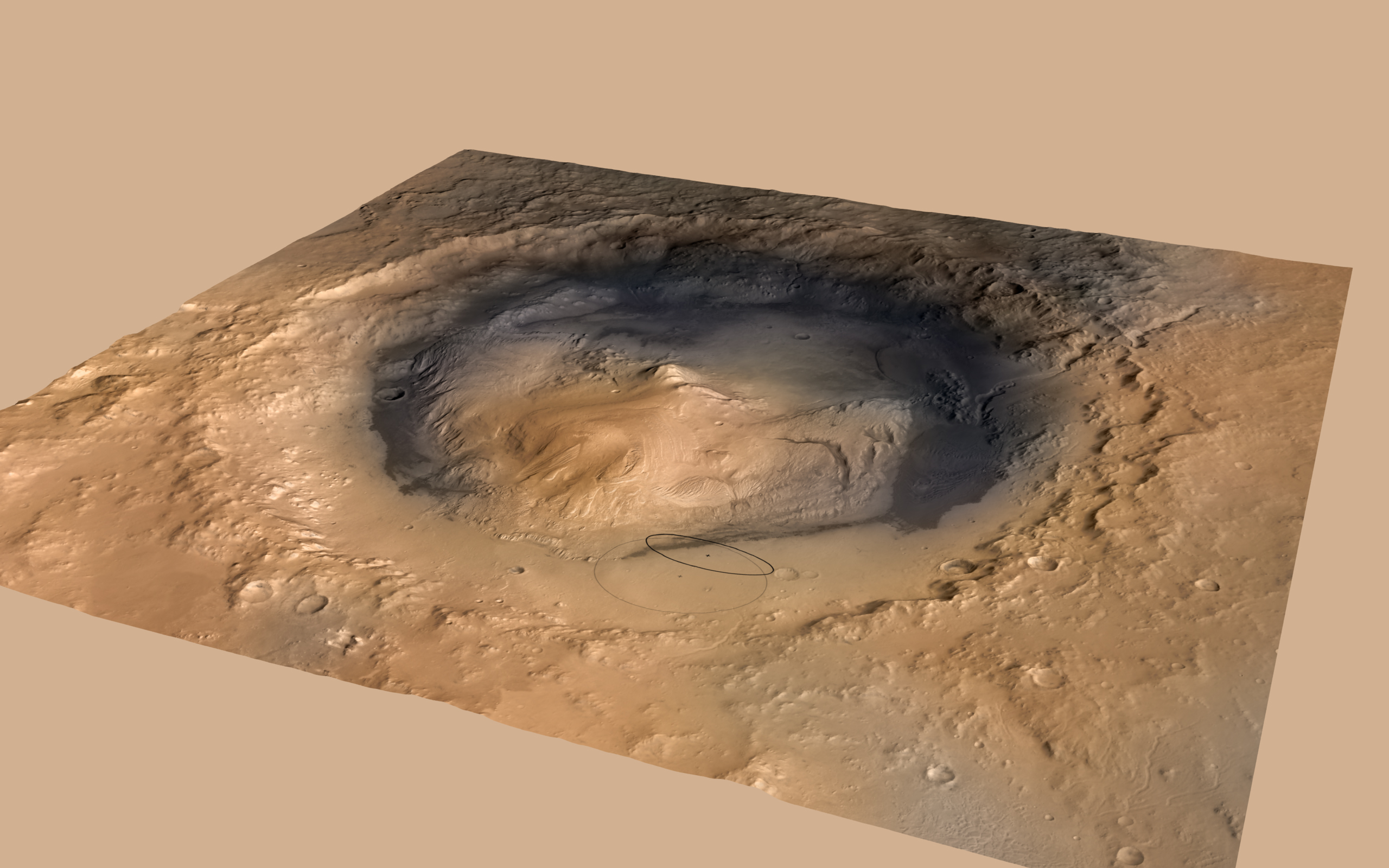
Cràter Gale i l'Aeolis Mons al centre.

Una característica poc usual del cràter Gale és un enorme munt d'enderrocs al voltant del seu pic central, nomenat oficialment Aeolis Mons (després d'haver estat designat per un curt període com «Mount Sharp»), que s'eleva 5,5 quilòmetres per sobre la superfície nord del cràter i 4,5 quilòmetres per sobre la superfície sud del cràter - lleugerament superior a la vora sud del cràter. La pila es compon de materials estratificats i pot haver estat dipositada en un període d'aproximadament dos mil milions d'anys. L'origen d'aquesta pila és incert, però la investigació suggereix que és el romanent erosionat de capes sedimentàries que, un cop omplien completament el cràter, possiblement dipositades originalment en el fons d'un llac. Tanmateix, hi ha un debat sobre aquesta qüestió. Observacions de possibles capes a la part superior indiquen processos eòlics, però la font de les capes en el fons segueixen sent poc clares.
El cràter Gale es troba a 5° 24′ S, 137° 48′ E / 5.4°S,137.8°E a Mart. El rover Spirit (MER-A) es troba a 14° 34′ 18″ S, 175° 28′ 43″ E / 14.5718°S,175.4785°E. El Viking Lander 2 està a 48° 16′ 08″ N, 225° 59′ 24″ O / 48.269°N,225.990°O.

## Observació orbital
Nombrosos canals erosionats en els flancs de la muntanya al centre del cràter poden oferir accés a les capes a ser estudiades. Gale va ser el lloc d'aterratge de l'astromòbil Curiosity, que va ser llançat el 26 de novembre de 2011 i que ha aterrat a Mart a les planícies d'Aeolis Palus, a l'interior del cràter Gale, el 6 d'agost de 2012. Gale va ser anteriorment un dels llocs d'aterratge proposats per a la missió de 2003 Mars Exploration Rover, i és un dels quatre llocs en perspectiva per a l'ExoMars de l'ESA.

## Imatges

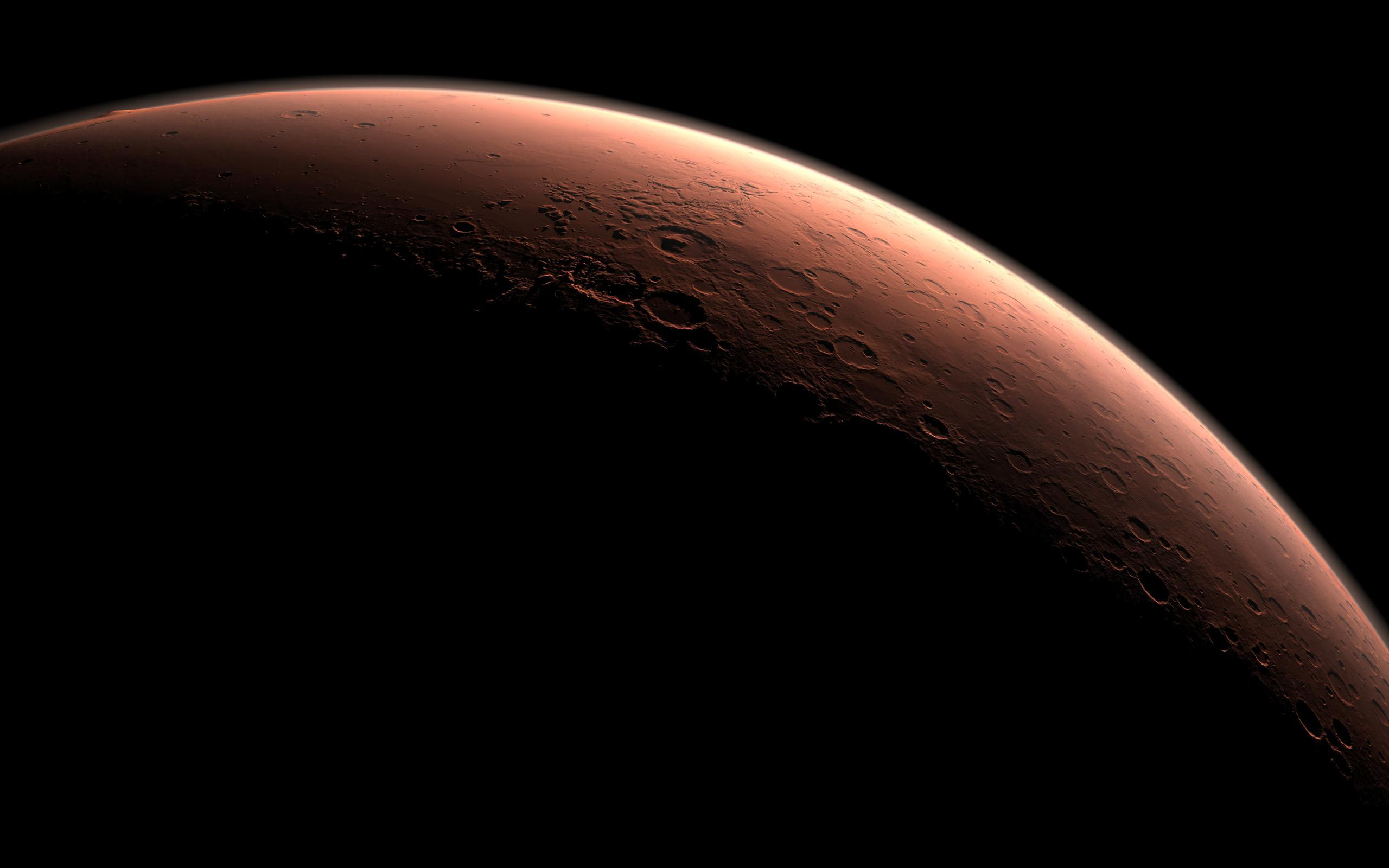
Imatge generada per ordinador que mostra la superfície de Mart en el terminador, amb una àrea que inclou el cràter Gale en el principi del matí.
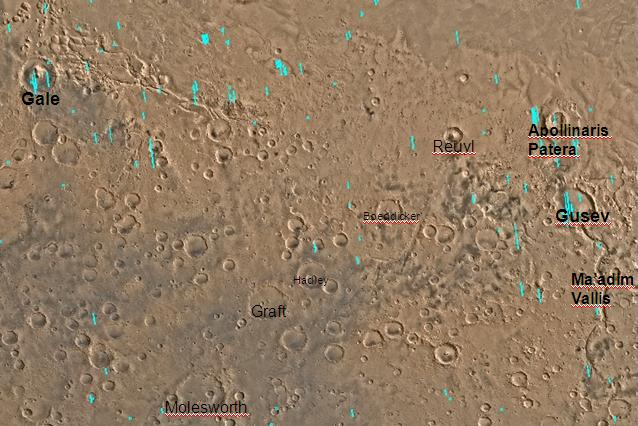
Mapa del quadrangle d'Aeolis. El cràter Gale està localitzat a la part superior esquerra del mapa. Una gran pila de roques sedimentàries es dipositen en el centre del cràter Gale.
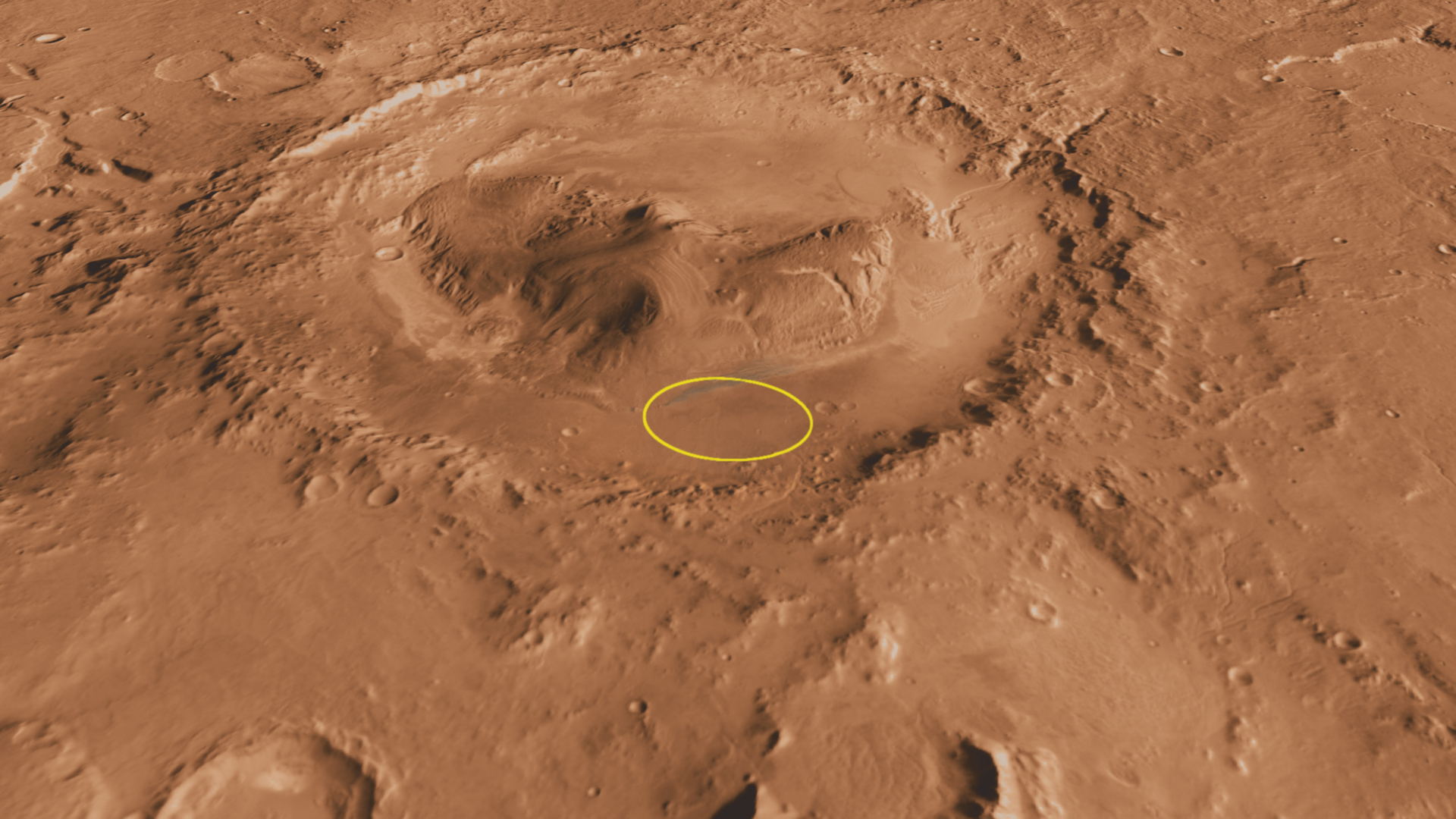
Cràter Gale, amb una el·lipse que marca la zona d'aterratge prevista en l'Aeolis Palus.
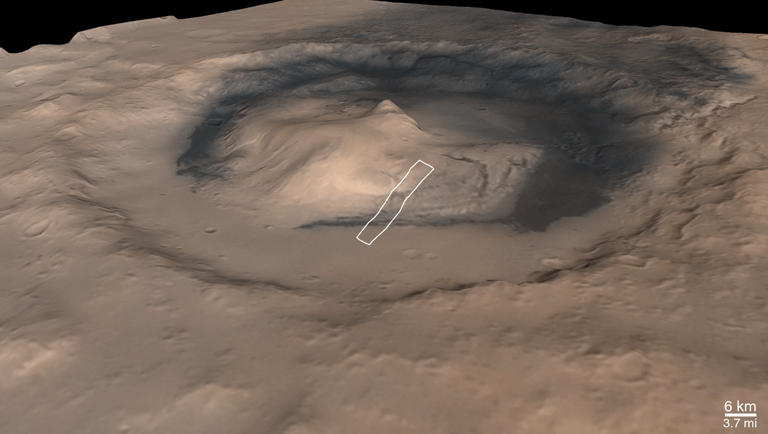
Cràter Gale. Imatge panoràmica composta per MOC i dades de l'altímetre làser de la MGS. Crèdit NASA/JPL.MSSS
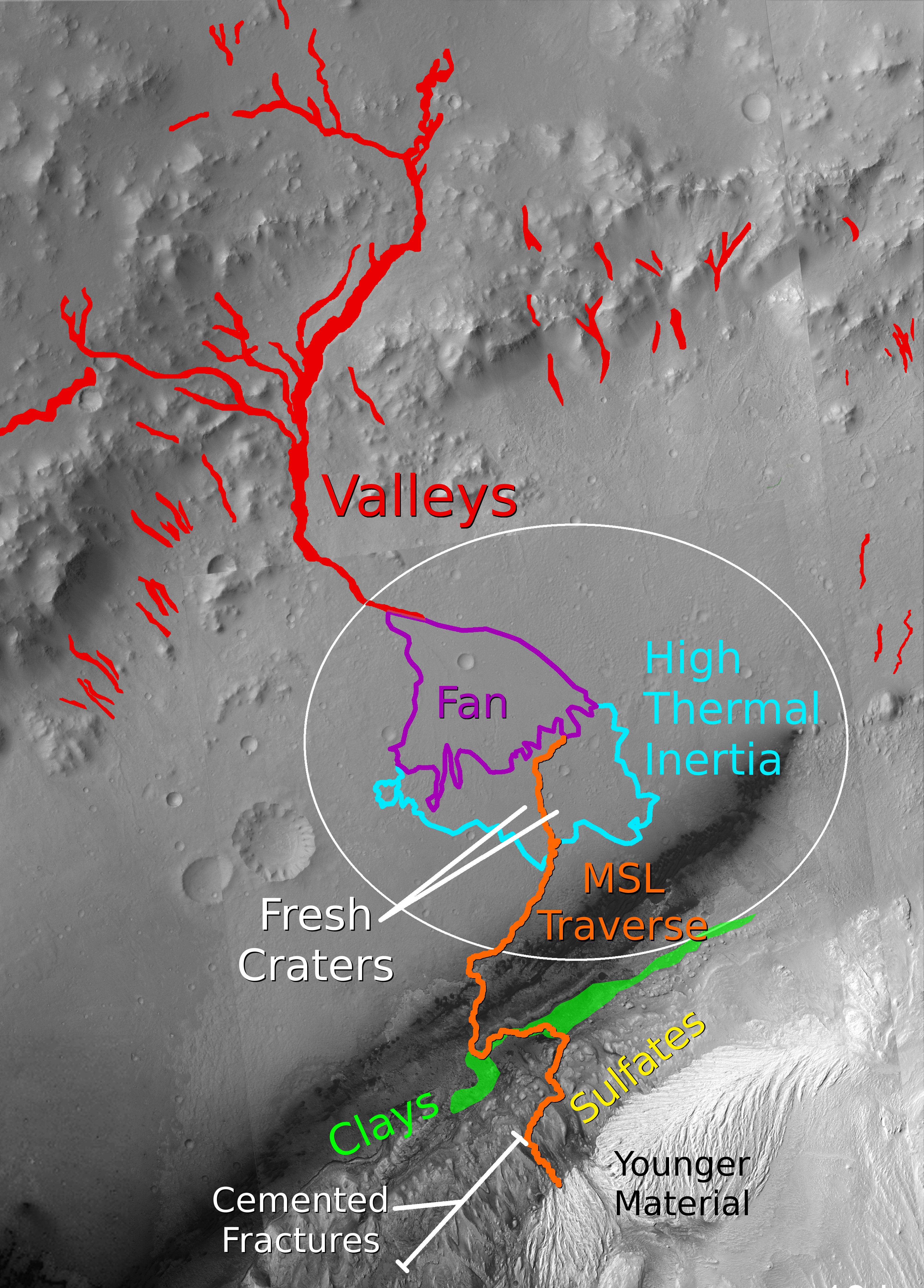
Gràfic que representa les principals característiques del lloc d'aterratge de MSL en el cràter Gale i un possible lloc de passada.
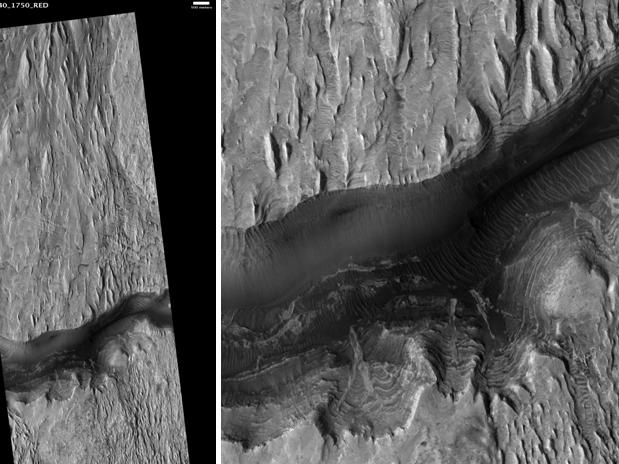
Gran Canó del cràter Gale com s'ha vist per HiRISE. L'escala és de 500 metres de llarg.
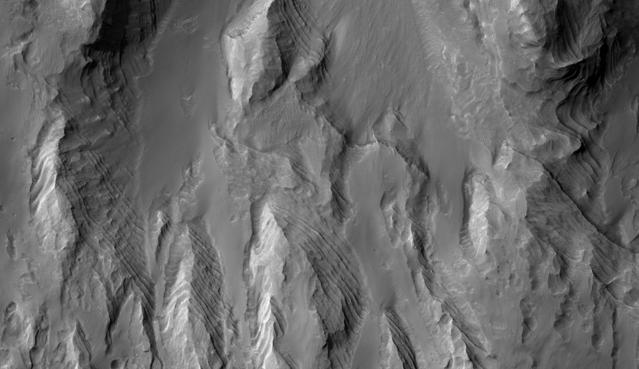
Capes en el cràter Gale com s'ha vist per HiRISE. Aquests dipòsits poden haver-se format per la deposició en el fons d'un llac, o per addició de partícules carregades pel vent.
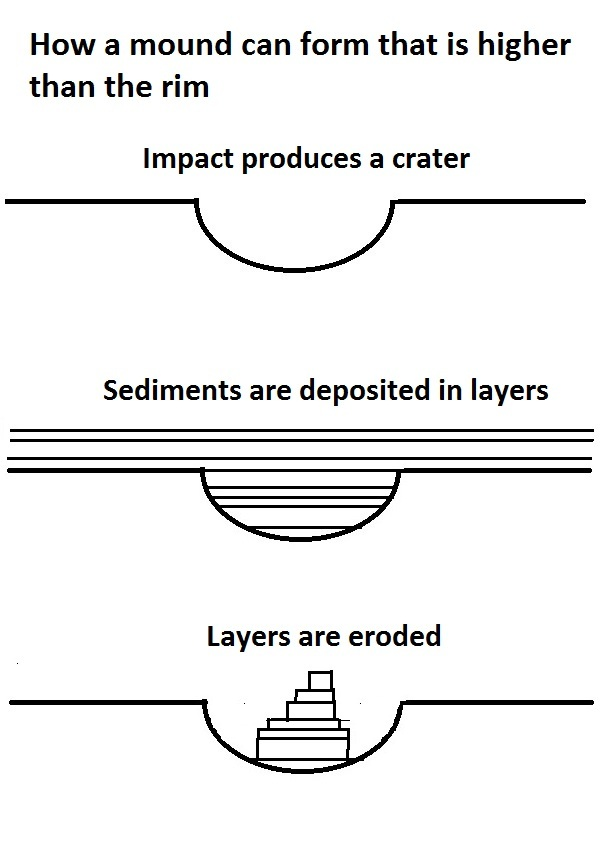
El turó alt del cràter Gale probablement es va formar per l'erosió de les capes que cobreixen tota la zona, com es mostra en el diagrama anterior.